# Ле-Плесси-Люзарш
Ле-Плесси-Люзарш (фр. Le Plessis-Luzarches) — муниципалитет во Франции, в регионе Иль-де-Франс, департамент Валь-д'Уаз. Население — 140 человек (1999). Муниципалитет расположен на расстоянии около 28 км севернее Парижа, 30 км восточнее Сержи.

## Демография
Динамика населения (Cassini и INSEE):